# Kuljani (Dvor)
Kuljani su selo u općini Dvoru, u Sisačko-moslavačkoj županiji.

## Zemljopisni položaj
Smješteni su na 244 m nadmorske visine, na rijeci Uni, nekoliko km od Kozibroda. na 45° 10' 47" sj. zemjopisne širine i 16° 28' 19" ist. zemljopisne dužine.

## Stanovništvo
| broj stanovnika | 183   | 194   | 148   | 167   | 268   | 389   | 368   | 408   | 288   | 309   | 308   | 327   | 284   | 246   | 136   | 98    | 79    |
|                 | 1857. | 1869. | 1880. | 1890. | 1900. | 1910. | 1921. | 1931. | 1948. | 1953. | 1961. | 1971. | 1981. | 1991. | 2001. | 2011. | 2021. |

## Povijest
Kuljani su stradali u Domovinskom ratu od pobunjenih Srba i JNA, koji su 26. srpnja 1991. počinili pokolj u ovom selu i pritom ga spalili.